# Ed Brubaker
Ed Brubaker (Bethesda, 17 novembre 1966) è un fumettista e sceneggiatore statunitense.
Principalmente noto come scrittore di fumetti, soprattutto per titoli i suoi titoli creator-owned di genere crime e noir pubblicati da case editrici indipendenti come (principalmente la Image Comics). Il genere da lui prediletto gli ha dato i favori dei lettori e della critica che gli ha portato l'appellativo (insieme al frequente collaboratore/Artista) di Crime Noir Masters oltre a diversi premi quali l'Eisner Award e l'Harvey Award. Come consuetudine nel fumetto statunitense si è anche cimentato con il genere supereroistico con titoli quali: Batman, Daredevil, Capitan America, Iron Fist, Catwoman, Gotham Central, Sleeper, Uncanny X-Men, X-Men: Deadly Genesis, The Authority, Criminal. La serie che lo ha portato alla ribalta del Mercato Diretto è l'opera seriale Criminal, intrisa anche di venature pulp.

## Carriera

### Fumetti

#### Gli esordi (1987-1993)
Ed è figlio di un veterano della Guerra del Vietnam e passa l'infanzia e l'adolescenza trasferendosi da una base militare ad un'altra, sviluppando un'indole solitaria e introspettiva. La madre soffre di alcolismo e lo porta con sé durante le riunioni degli alcolisti anonimi contribuendo a dare al figlio una visione del mondo caratterizzata da vite anonime e spezzate dal destino. Come sua prima via di fuga dalla realtà si appassiona al cinema, ma presto la letteratura diviene uno dei suoi passatempi preferiti. Questo hobby lo porta ad allontanarsi dalla pericolosa spirale dell'uso e abuso di droghe. Nel campo della letteratura le prime grandi passioni di un giovane Ed Brubaker sono le letture di romanzi crime, noir e pulp, ma nutre sopra ogni altro obiettivo una grande volontà di diventare un fumettista ed è a cominciare dagli anni ottanta che si esercita sia come scrittore sia come disegnatore di comic book. Riesce a farsi pubblicare a fine del decennio da piccoli editori indipendenti quali la Blackthorne Comics e la Slave Labour Graphics per quali realizza storie come autore completo. Il debutto avviene con l'albo Pajama Chronicles pubblicato dalla Blackthorne nel febbraio 1987. Ciò che lo mette in luce di fronte a editori più significativi è però l'opera semi-autobiografica A Complete Low Life (scritta dal 1991) pubblicata (in una prima versione) dalla Caliber Press e composta da una serie di racconti sui drammi della crescita e il passaggio all'età adulta. I soggetti riguardano l'amore (perduto), la disperazione, la ricerca di sé stessi, gli amici perduti e persino la necessità di compiere piccoli furti per migliorare la qualità della vita. Nello stesso anno viene notato da Mike Richardson e i suoi collaboratori della Dark Horse Comics, all'epoca il terzo polo fumettistico statunitense dopo le Big-Two (Marvel e DC). Qui debutta sul n.50 della serie antologica Dark Horse Comics Presents (aprile 1991) dove realizza una short-story di sole 4 pagine unicamente come autore dei testi. In questa fase abbandona gradualmente la volontà di essere anche disegnatore e viene convinto dagli editor a concentrarsi sulla scrittura, processo avvenuto anche per altri grandi autori quali Brian Michael Bendis. La definitiva consacrazione come autore dalle grandi potenzialità arriva l'anno successivo (nel 1992) con la storia serializzata su Dark Horse Presents nn.65-67 dal titolo An Accidental Death, disegnata da Eric Shanower. La vicenda è in parte autobiografica in quanto si svolge in una base militare a fine anni settanta, ma mette da subito in evidenza la predisposizione di Eric per il genere crime e gli conferisce una nomination all'Eisner Award 1993 insieme al disegnatore Shanower, destinato a divenire un celebre autore indipendente grazie alle sue opere sulla guerra omerica di Troia (dal titolo The Age of Bronze), le storie ambientate nel favoloso mondo di OZ e la ripresa dello storico personaggio Little Nemo, protagonista di alcune delle strisce per quotidiani più innovative e celebri di inizio ventesimo secolo.

#### L'affermazione e periodo DC Comics (1995-2006)
(Ed Brubaker)
Il successo ottenuto da Ed sulle pagine di Dark Horse Presentes porta la Dark Horse a pubblicarne storie singole o serializzate fino al n.135 (nel 1998). Nel mentre a metà anni novanta viene notato dalla Editor della linea Vertigo Karen Berger, pubblicata dalla DC Comics, l'autore ha così modo di debuttare in una Major dei comic col l'albo singolo di 56 pagine Vertigo Visions: Prez in coppia col già collaudato collaboratore Eric Shanower (settembre 1995). Il sottotitolo dell'opera è Smells like teen President, chiaro riferimento alla canzone dei Nirvana Smells like teen Spirit. La vicenda vede protagonisti dei ragazzini adolescenti senza particolari obiettivi nella vita, ma che si mettono a viaggiare "on the road" per gli States alla ricerca del primo presidente teenager della storia statunitense. Gli editor Vertigo sono soddisfatti dei risultati ottenuti e vogliono Ed su un altro progetto per l'etichetta della linea matura della DC. Alla fine degli anni novanta Karen Berger ha bisogno di rilanciare Vertigo dal momento che il suo titolo "portabandiera" (Flagship) ovvero il Sandman di Neil Gaiman si è concluso da 3 anni e nel 2000 è prevista la conclusione degli iconici Preacher di Gart Ennis e Invisibles di Grant Morrison. Tra il gruppo di autori con nuove idee per una seconda fase dell'imprint sono selezionati Brian Azzarello e Eduardo Risso con la serie regolare 100 Bullets, Andrew Dabb e Seth Fisher con Happydale: Devils in the Desert, viene richiamato Neil Gaiman per lo spin-off The Sandman: The Dream Hunters e, tra questi vi è anche Ed Brubaker con la sua nuova opera Scene of Crime, disegnata da Michael Lark. Dopo un'anteprima sulla serie antologica Vertigo: Winter's Edge n.2 (gennaio 1999), debutta come limited-series in 4 parti nel maggio 1999. Anche in questa vicenda traspare la passione di Ed per il genere crime e vede come protagonista Jack Herriman, un ex-poliziotto ora detective privato che indaga sulla scomparsa di una giovane donna dopo essersi affiliata ad una setta del movimento New Age (molto in voga negli anni novanta). Le vendite sono scarse, ma l'opera ottiene il plauso della critica che le conferisce la valutazione massima A da parte dei critici della prestigiosa rivista Comics Buyer's Guide. L'aspetto più significativo risiede però nel fatto che ha modo di fare la conoscenza con il disegnatore Sean Phillips, che collabora come aiutante di Lark nel realizzare i disegni. In futuro si stabilisce con Phillips un rapporto di collaborazione e amicizia che porta Ed a creare le opere fondamentali della sua carriera soprattutto da scrittore indipendente e autoriale, una voce che da spazio a generi differenti da quelli del mainstream del fumetto statunitense ovvero quello supereroistico. Questo nonostante per questioni economiche e di stabilità finanziaria percorre la via del genere più venduto, firmando contratti in esclusiva prima con DC Comics e poi con la Marvel arrivando a partorire circa 500 albi a fumetti di supereroi. Come ammette lo stesso Ed però si tratta di lavori su commissione, ai quali si dedica con il massimo impegno, ma senza una grande passione. Vi sono ovviamente eccezioni per archi narrativi da lui scritti per personaggi quali Batman, Catwoman, Daredevil e lo stesso Captain America. Agli inizi degli anni duemila la Berger lo ingaggia per un altro progetto Vertigo quale la serie regolare Deadenders, durata undici albi tra il gennaio e il novembre 2000. Ai disegni Warren Pleece e Richard Chase. La DC decide quindi di metterlo sotto contratto per lavorare all'iconico personaggio di Batman (dal 2000), ormai si può collocare Ed Brubaker tra i top-writer del mondo dei fumetti statunitensi. Ed adatta in maniera encomiabile il suo stile crime e noir ad un personaggio come il Cavaliere Oscuro coinvolto in crimini e delitti urbani tra i più svariati. L'autore ha modo di cimentarsi con entrambe le due serie regolari storiche quali Batman e Detective Comics anche se il suo capolavoro realizzato nell'universo batmaniano è la serie dalle forti tinte crime (e meno supereroistica e mainstream) dal titolo Gotham Central creata e pubblicata dal febbraio 2003 in collaborazione con Greg Rucka e il disegnatore Michael Lark, a cui si aggiungeranno svariati artisti quali Stefano Gaudiano, Steve Leiber, Jason Alexander e Greg Scott. La serie dura fino al 2006 e conta 40 albi. La DC è talmente convinta e soddisfatta dell'operato di Ed che gli affida anche il difficile compito di rilanciare un personaggio della Batman Family ormai in decadenza da anni quali Catwoman, ormai privo di una decisa direzione nelle storie e caratterizzato da un eccessivo sessismo. Dal punto di vista grafico viene ridefinito dal disegnatore Darwyn Cooke e per quanto riguarda le storie Ed si ispira (sorprendentemente) al personaggio dell'ex-poliziotto Matthew Scudder protagonista dei romanzi polizieschi e crime di Lawrence Block. Catwoman (al pari di Scudder) diventa una paladina di quelle persone più emarginate e deboli della società che non possono rivolgersi alle normali istituzioni. La serie riesce a sfondare consolidando ulteriormente la posizione di Brubaker come top-writer e maestro del genere crime/noir/poliziesco capace di reinventare l'immagine dell'anti-eroe vigilante. Tale aspetto viene messo in evidenza nella serie Sleeper, prima importante opera realizzata con Sean Phillips e pubblicata per i WildStorm di Jim Lee, un imprint della DC dal 1998, acquisiti dalla Image Comics. Il protagonista non ha superpoteri se non quello di non sentire dolore e rischia di perdere la vita e anche sé stesso infiltrandosi in potenti organizzazioni criminali w facendo affidamento sul suo intuito e sulle sue sole forze. Di fronte non si trova avversari pittoreschi e super villain grotteschi, ma criminali sadici, avidi e spietati pronti a compiere ogni tipo di atrocità pur di trarne profitto o foraggio per le loro menti sociopatiche. Per l'imprint si trova meno a suo agio lavorando su team di supereroi, quali la limited-series The Authority: Revolution.

#### Periodo Marvel Comics (2006-2014)
Brubaker ha modo di avere un primo approccio con la Marvel Comics già nel 2001, ma è a partire dalla fine del 2006 che firma un contratto con la casa editrice leader del mercato che gli assegna storiche serie quali Captain America e Daredevil. Ed ci tiene particolarmente a lavorare sul personaggio di Capitan America, supereroe che segue dall'età di nove anni. Il protagonista dei fumetti dell'iconico personaggio che più lo affascina non è però il supersoldato a stelle e strisce, ma il suo sidekick della Golden Age, durante le loro avventure nel secondo conflitto mondiale, ovvero il giovane Bucky Barnes di cui leggeva le storie su Tales of Suspense. L'affinità con Bucky nasce anche dal fatto che Ed è figlio di un agente della marina mentre il giovane combattente è figlio di un soldato dell'esercito. Quando Capitan America venne riportato in vita dal duo Lee/Kirby in Avengers n.4 rimase deluso che lo stesso non fosse avvenuto per Bucky. Rimase inoltre sconvolto che la sua spalla viene uccisa in un flashback senza che sia mai realmente esistito un fumetto originale in cui muore a causa di Zemo. Fin da ragazzo nutre quindi il desiderio di riportare in vita il personaggio pur sapendo che si trattava di farlo attraverso eventi che potessero ampliarne l'aspetto epico senza danneggiarne l'immagine eroica di cui la morte rappresentava ormai un aspetto integrante e fondativo. Come scrittore della nuova serie di Cap dal 2005 il suo primo scopo rimane quello di riportare nell'attuale continuity dell'universo Marvel il giovane Bucky nonostante lo scoglio che inizialmente incontra a livello editoriale. La decisione di eliminare il personaggio era stata dello stesso Stan Lee poco propenso alla figura dei giovani partner dei più adulti supereroi e vi erano inoltre dei personaggi per cui viene considerata inviolabile la legge secondo la quale loro morte è definitiva e questi sono: lo zio Ben, Gwen Stacy e Bucky Barnes. A dispetto delle difficoltà narrative e dell'ostracismo degli editor Ed riesce ad impostare una saga memorabile che dimostra che il Bucky originale è sopravvissuto con il nome di Winter Soldier), riuscendo ad entusiasmare sia i lettori che i redattori della Marvel. La storia è talmente convincente che i fratelli Anthony e Joe Russo la prendono come base per realizzare uno dei più memorabili film del Marvel Cinematic Universe ovvero Captain America: The Winter Soldier. I Marvel Studios sostengono con grande partecipazione la pellicola, considerata una parte fondamentale dei loro adattamenti cinematografici in quanto Capitan America è un cardine dell'universo Marvel, Kevin Feige e gli sceneggiatori Christopher Marcus e Stephen McFeeley ritengono che la versione più autentica e riuscita del personaggio sia proprio quella che viene consegnata dalla gestione creativa di Brubaker. Ed vuole puntare sul presupposto che Capitan America non è dominato dall'etica del supereroe classico (tipo Superman, Batman o lo stesso Spider-Man), ma è un soldato. Soffre ancora per gli orrori affrontati nella Seconda Guerra Mondiale, tormentato da incubi sulla controffensiva tedesca nelle Ardenne e i feroci combattimenti contro i più fanatici e devoti combattenti delle SS e la Wehrmacht nell'avanzata alleata attraverso la Foresta Nera. Come soldato, quindi, Steve Rogers uccide senza scrupoli criminali o terroristi, è stato addestrato ad essere una macchina da guerra inarrestabile e implacabile. Lo SHIELD e Nick Fury sono particolarmente turbati da certi suoi atteggiamenti e sistemi di eliminazione del nemico di turno e per questo cercano di controllarlo grazie all'Agente 13, ovvero Sharon Carter, una sua ex-fiamma. Il Rogers di Brubaker è quindi un personaggio che ai nostri giorni viene visto come reazionario, nazionalista, vicino ad una realtà della frontiera americana dove gli scontri all'ultimo sangue sono un processo accettabile per stabilire vinti e vincitori. Tali presupposti sono già stabiliti nel primo albo della serie del 2005, dove oltre a tratteggiare le caratteristiche del personaggio, l'autore rende esplicita la sua volontà di costruire una serie di colpi di scena che catturino il lettori. Già dal primo numero della sua decennale gestione del personaggio, si assiste all'assassinio della sua nemesi: il Teschio Rosso, ormai vicino a realizzare i suoi diabolici piani grazie al fatto di essere riuscito a ricomporre il Cubo Cosmico, anche se più fragile del precedente. Quasi a voler architettare una sorta di simmetria narrativa Ed arriverà poi a creare un ciclo di storie sensazionalistiche con la morte dello stesso Capitan America nel 2007 con l'emblematico titolo la Morte di un Sogno, guadagnandosi anche alcune interviste sui più importanti quotidiani americani (come ad esempio il New York Times) creando un evento sensazionalistico e suscitando un clamore che non si vedeva dagli spregiudicati anni novanta, soprattutto da quando la DC Comics decise di far morire Superman nel 1992. I cicli di storie su Cap (su cui lavora per un decennio) e Daredevil sono memorabili nell'epopea dell'universo Marvel mentre rimane più anonimo sulle serie degli X-Men. Si riesce però anche a distinguere per una run revisionista sul personaggio di Iron Fist (affidatogli nel 2006) che riesce a risollevare l'eroe delle arti marziali dal suo limbo editoriale. Dopo il ciclo di storie di Chris Claremont negli anni settanta e la perdita di interesse dei lettori per i supereroi nati sulla scia del successo dei film di Bruce Lee e simili, il personaggio sembra perdere identità e direzione editoriale finendo anche per essere ucciso e resuscitato dagli alieni, insieme ad una serie di storie bizzarre. Ed Brubaker, impegnato su altre serie (quali Captain America e Daredevil) non può sobbarcarsi la realizzazione di soggetti e testi completi, e come collaboratore opera la scelta (vincente) di affiancarsi Matt Fraction, autore iconoclasta e in perenne contrasto con gli editor Marvel, ma che Brubaker sceglie per il suo operato revisionista e minimalista su Occhio di Falco. Ed vuole portare nelle storie di Danny Rand quanto fatto con l'arciere Marvel da Matt, ovvero prendere un personaggio di seconda fascia e spogliarlo delle storie spesso insensate e di quegli elementi vuoti (non presenti nello spirito originario della sua creazione) per riportarlo alla sua identità letteraria fondante sottolineandone gli elementi che ne avevano caratterizzato la genesi fumettistica. Il duo Braker/Fraction tratta il personaggio e la sua mitologia con grande rispetto e reverenza riprendendo i punti cardini della sua epopea quale l'eredità del guerriero Iron Fist, Lei-Kung il Tonante, il drago Shou-Lao, e Davos. Introducono anche elementi di valore filologico quali Amazing Man, personaggio della Golden Age creato da Bill Everett a cui si era ispirato Gil Kane per creare Iron Fist. Gran merito del successo e plauso per il rilancio del personaggio deve essere necessariamente dato a Fraction (anche grazie alla mediazione di Brubaker), vincitore in questo caso delle sue dispute con gli editor Marvel. Qui riesce a far prevalere il suo approccio iconoclasta e post-revisionista sostenuto dall'idea che la riscrittura e la coerenza nelle storie di un supereroe siano più importanti della sua stessa asfissiante e spesso troppo appesantita continuity. Brubaker e Fraction riescono inoltre ad ampliare e approfondire gli orizzonti narrativi del personaggio rendendolo un eroe pulp (su influenza di Brubaker), ma allo stesso tempo sia samurai sia vigilante (elementi caldeggiati da Fraction). L'aspetto vincente però al di la dell'epopea imbastita dagli autori è la loro capacità di evidenziarne l'aspetto umano sottolineando gli aspetti più travagliati del suo rapporto con le industrie che deve gestire e la difficoltà nei rapporti interpersonali. Nonostante questo Brubaker (come Fraction) dichiara di non sentirsi a suo agio con i classici supereroi o con esseri con superpoter, ma si riesce a trovare in particolare sintonia con un personaggio come Daredevil le cui storie possono essere contestualizzate in un tessuto urbano ormai alla decadenza con tematiche che toccano il genere crime e noir. Lo stesso Matt Murdock è un personaggio fragile e tormentato, spesso insicuro e con una costante lotta interiore tra l'essere un uomo di legge con la sua versione più demoniaca e tormentata (d'altra parte il suo costume è quello di un diavolo). Il punto di partenza di Brubaker si collega direttamente con quello di Bendis e Alex Maleev dove la descrizione del crimine organizzato newyorkese non è mai stata così realistica e l'eroe simbolo di Hell's Kitchen subisce un'involuzione caratteriale ed etica, che lo porta ad essere arrestato come criminale. Brubaker si trova a iniziare la sua run in uno dei momenti più difficili e delicati del personaggio che si ritrova in prigione al pari della sua nemesi Kingping. Bendis, che condivide con Ed la passione per il genere crime e noir (non manca una rivalità di fondo tra i due scrittori) ha già completamente decostruito il personaggio portando alle conseguenze più estreme quanto già iniziato tra la fine degli anni settanta e gli anni ottanta dal celebre fumettista Frank Miller. Brubaker accetta la sfida accettando le premesse del ciclo di Bendis e decide di impostare una sorta di ulteriore caduta negli inferi dove per Murdock il senso della vita e la capacità di essere artefice del proprio destino diviene pura illusione, condivisibile alla condizione di ogni essere umano. Ispirandosi allo scrittore Edgar G. Ulmer e al suo noir più classico quale Detour ricostruisce un Daredevil in biblico tra eroe e antieroe, portandolo attraverso un percorso cristologico con un'analisi e profondità della sua crisi interiore mai toccata in precedenza, né da Miller, né da Ann Nocenti né dallo stesso Bendis. Il ciclo di storie di Ed va dall'aprile 2006 (Daredevil Vol.2 n.86) all'ottobre 2009, mese in cui la serie regolare riprende la sua originaria numerazione per celebrare Dardevil n.500 con l'albo dal titolo Return of the King, Conclusion ideale punto di arrivo delle storie del primo decennio degli anni duemila. Non a caso lo scrittore Mark Waid che riprende l'epopea del Diavolo di Hell's Kitchen non può far altro che cambiare direzione alle storie del personaggio, rendendolo un eroe più solare capace di ritrovare la sua identità di paladino della giustizia e una nuova forza d'animo sostenuta da un forte senso etico combinato all'empatia verso le persone più bisognose e vittime di sopprusi.

#### Svolta verso il fumetto indipendente (dal 2015)
Una svolta fondamentale per l'autore avviene a metà degli anni duemila dieci quando decide di produrre principalmente fumetti creator-owned, da lui creati e distribuiti per il mercato indipendente. Il contratto con la Marvel è scaduto e ha quindi modo di dedicarsi pienamente a opere che gli garantiscono libertà creativa, incentrate sui generi crime e noir da lui prediletti. Sente di aver dedicato già troppo del suo lavoro creativo quasi unicamente ai supereroi, ma la posizione di top-writer e i premi vinti gli conferiscono la chance di intraprendere una nuova strada (più perigliosa) nella sua carriera. Bisogna sottolineare che la stessa Marvel favorisce (involontariamente) il passaggio permettendogli di pubblicare per l'imprint Icon Comics, un'etichetta creata dalla stessa Marvel (inizialmente per favorire Bendis e la sua etichetta Jinxworld) per la quale gli autori possono creare opere i cui diritti di proprietà sia intellettuale sia di sfruttamento commerciale (ovvero i fumetti "creator-owned") rimangano a chi l'ha realizzata e non alla Marvel. La pietra angolare su cui si basano i nuovi progetti di Ed è la serie costituita da limited-series e albi unici accomunati dal titolo Criminal. Ai disegni chiama l'artista destinato a divenire, in questa fase, il suo più stretto collaboratore ovvero Sean Phillips. Quest'ultimo contribuisce in maniera fondamentale a impostare la nuova linea creativa dei comic di Brubaker. Il primo numero di Criminal debutta a ottobre 2006 per l'imprint Icon. Il primo arco narrativo è Coward (in 5 parti), seguito da Lawless (in 6 parti) che chiude la prima serie (o "Vol.1") con il n.10 (ottobre 2007). Poco dopo vede la luce il Vo.2 (nel 2008) che conta soli 7 albi seguito dalle due miniserie Criminal: The Sinners e Criminal: The Last of the innocent. La svolta definitiva avviene però nel 2015 quando inizia a pubblicare per la Image Comics, terzo polo fumettistico del mercato. L'accordo tra il duo Ed Brubaker e Sean Phillips e la Image viene annunciato all'ImageEXPO del 2014, il 9 gennaio, e prevede (inizialmente) una durata di 5 anni. Il presidente Eric Stephenson garantisce ai 2 autori una serie di vantaggi mai visti in precedenza, concessa solo ai partner della casa editrice e i loro studios, ovvero Todd McFarlane, Marc Silvestri, Eric Larsen e Robert Kirkman. L'accordo prevede che Braker/Phillips possano pubblicare tutto ciò che desiderano senza previa autorizzazione né per la storie e neppure per il format scelto. Stephenson esprime la situazione senza mezze misure: «Noi vogliamo soltanto che voi continuate a fare quello che fate senza preoccuparvi. Noi gestiamo tutte le stronzate, voi siete soltanto gli artisti». Lo stesso Brubaker sostiene che una totale libertà e controllo creativo non viene concessa (se non eccezionalmente) neppure negli indie-comic del mercato indipendente e imputa tale fiducia nel fatto che lui e Sean stanno ormai collaborando da 15 anni creando opere che sono un crescendo sia per il successo sia per i premi e l'acclamazione della critica. L'autore dichiara:«...non mi vengono in mente di altre coppie di fumettisti che hanno collaborato così a lungo a parte Bill Willingham e Mark Buckingham per la serie Fables, ma anche altri artisti ne hanno realizzato degli albi. Lui e Phillips non hanno mai avuto fill-in con altri artisti (durante le loro opere insieme). Neppure Stan Lee e Jack Kirby sono stati un team per un tempo così lungo». Con il nuovo contratto e finito l'impegno nella realizzazione di Fade Out, Ed dichiara che ora è il momento di spingersi oltre nella sperimentazione di nuove tematiche e forme di narrazione. La coppia si sente pronto a creare fumetti che esulano dal crime e dal noi, e Brubaker si pone l'obbiettivo di arrivare a realizzare anche un'opera di genere fantascientifico, molto lontana dai generi finora da lui prediletti e frequentati. Il primo albo per l'editore indipendente è Criminal: The Special Edition (albo unico distribuito con data di copertina febbraio 2015). In seguito esce Criminal: The 10th special edition del 2016, distribuito 10 anni dopo la creazione della serie, ma la terza serie (o "Vol.3") vede il suo debutto nel 2019. Al suo fianco, come collaboratore e co-creatore di Criminal si trova Sean Phillips. Il proposito (raggiunto) dal sodalizio Brubaker/Phillips è quello di creare un affresco del mondo criminale, il quale riflette la miseria e l'egoismo della vita umana all'interno di una società distorta e che ha ormai costruito il suo altare sul profitto e sul potere (legale o illegale che siano). Il grande successo (inizialmente imprevisto) dell'opera apre le strade ad una nuova fase della carriera di Ed che si dimostra un best-seller writer anche all'interno del competitivo e affollato degli indie-comic. Il presidente Eric Stephenson si rende quindi propenso a dare il via libera alle opere proposte dall'autore, che ora, all'interno della Image e senza vincoli editoriali o commerciali, si sente pronto a sviluppare opere sperimentali e lontano dai canoni. Viene quindi pubblicata un'opera alquanto insolita quale Fatale in cui al genere hard-boiled si uniscono le atmosfere della letteratura lovecraftiana. A questa segue Velvet dove Ed vuole dare una sua versione dello spionaggio alla Ian Fleming, ma in questo caso la protagonista è una spia di mezza età ormai non più operativa, ma che vuole continuare la sua missione. I disegni sono di Steve Epting che dipinge un'eroina coraggiosa e sexy, ma tutt'altro che infallibile o immune alle debolezze umane. Il grande successo (inaspettato) arriva con un'opera cruda e realistica quale Dissolvenza di Nero ambientata nell'epoca d'oro di Hollywood degli anni quaranta, realizzata con il suo fido collaboratore Sean Phillips. Qui viene descritta una Mecca del Cinema che sembra avvolta in un sogno, ma è di fatto governata dagli istinti meno nobili dell'essere umano, visto come un parassita che vuole sfruttare i sogni e le speranze delle persone desiderose (e pronte a tutto) per entrare nello show business. La serie non lascia spazio alla speranza o alla redenzione, ma diviene una spirale che si nutre dell'anima delle persone; parla di sessismo, abusi di potere, omofobia e pedofilia. Nonostante gli elementi trattati, la mancanza di compressi e la critica feroce alla società americana l'opera diviene la serie più venduta (finora) dell'intera carriera di Ed Brubaker. L'opera successiva, realizzata ancora con Sean Phillips, cambia completamente registro, pur mantenendo diverse tematiche e riflessioni sull'etica umana sempre presenti nelle opere dell'autore (alcune volte solamente più sfumate). La serie si intitola Kill or be Killed ed è una riflessione sulla figura contraddittoria e instabile del Vigilante. In questo caso le origini del protagonista sono un patto col diavolo, il quale dopo aver reclamato la sua anima pone le basi dell'accordo, il protagonista Dylan continua a vivere se ogni mese uccide (a sua scelta) una persona. Un ulteriore passo in avanti di Brubaker e Phillips nell'esplorare le potenzialità sia narrative sia di formato avviene con la successiva opera, una storia ambientata nel mondo di Criminal, ma raccontata con un graphic novel. Il titolo è I miei eroi sono sempre tossici ed ha per protagonista e ha come protagonista una giovane ragazza di nome Ellie la cui vita ha forti richiami autobiografici in quella di Ed. Sorprendentemente la storia si allontana dal noir/crime/hard-boiled per rimodellarsi in una narrazione più intimista e riflessiva, capace di evidenziare la fragilità dell'animo umano e la difficoltà di crescere in una società con scarsi valori morali, cinica ed eticamente ipocrita. Brubaker si dimostra a sua agio anche in una narrazione che sembra distante dalla sua poetica, ma richiama il clamore della critica che premia l'opera tre importanti premi quali l'Eisner Award, il Ringo Award e il Newsweeks' Best Comic of the year. Si tratta di uno dei graphic novel più premiate e tra quelli di maggior successo mai pubblicati dalla Image Comics (al 2019). Questo porta i due autori Braker e Phillips a intraprendere la strada di questo nuovo format firmando un contratto con la Image che li supporterà nella produzione di svariati graphic novel negli anni successivi. Brubaker sente che questo formato gli concede la possibilità di sperimentare ulteriormente genere e contenuti senza essere legato ad una pubblicazione seriale. Questo già si evidenzia con il pluripremiato graphic novel Pulp, pubblicato nel luglio 2020. Si tratta di un'opera seminale per Ed e serve da avanguardia tematica per molte delle sue produzioni successive. Qui l'autore vuole trattare un genere per lui estraneo (anche se presente a livello di poetica narrativa) quale il western, ma già dal titolo è evidente una contaminazione storica e di genere. L'opera è ambientata negli anni trenta e vede come protagonista uno scrittore di genere che si trova inevitabilmente a lavorare per i racconti della letteratura pulp, la più popolare dell'epoca. Si tratta di una corrente letteraria sempre amata da Brubaker, anche se da molti accademici viene spesso relegata sommariamente ad una narrazione popolare di poche pretese letterarie, ma tese ad invogliare i lettori dei ceti più umili a leggere epopee create per avere colpi di scene e un'azione senza compromessi. Qui Ed attraverso i racconti dello scrittore protagonista Brubaker porta un messaggio positivo costituito da un forte senso di moralità e dovere verso la società, il tutto attraversato una sottile linea di umorismo. Non mancano neppure i riferimenti storici dell'epoca con la caccia alla minaccia nazista, fattore scatenante da lì a breve di una nuova guerra globale. Rimane quindi la tematica di un'umanità in declino, ma con il passaggio continuo tra passato (quello del Far West) e l'epoca pre-seconda guerra mondiale ci si ritrova sempre di fronte ad un tentativo di riscatto fatto di sparatorie e giustizialismo spicciolo, temi presenti e ancora più evidenti nelle opere successive di Brubaker. A questa segue l'ambizioso progetto di pubblicare una serie di graphic novel basate sul personaggio di Ethan Reckless e che prevedono un primo run di storie formato da 3 volumi pubblicati tra il 2021 e il 2022, realizzati tutti con Sean Phillips. A questi ne seguono altri 2 pubblicati nel 2023. Ethan Reckless viene fondamentalmente descritto da Ed come un uomo senza scrupoli, un criminale borderline che però ha un suo senso della giustizia e destesta il nichilismo del mondo in cui vive. Per questo l'autore si ispira ai personaggi pulp delle storie ad episodi pubblicati sulle riviste degli anni sessanta e settanta e che poco sviluppo avevano avuto nel mondo dei comic. Diviene significativa l'epoca in cui agisce il personaggio agli inizi degli anni ottanta (circa il 1981). Questa viene vista da Ed come un periodo condizionato da un senso di cinismo e catastrofismo che attanaglia la storia dell'umanità. In piena Guerra Fredda, vi è il tentato assassinio del Papa, l'omicidio di John Lennon e il definitivo crollo degli ideali sessantottini. Lo stesso Brubaker afferma: «A volte sembrava che il mondo di Interceptor (il film di George Miller) non fosse poi così lontano nel futuro». Rimane un paradosso che all'interno di una visione così cupa una luce di ottimismo viene portata da un anti-eroe quale Reckless, un assassino, un ladro, un sicario che agisce al di fuori del sistema (non è un detective e neppure un agente delle forze dell'ordine), ma capace di compiere gesti estremi per aiutare persone in difficoltà e vittime delle falle presenti nel sistema stesso. Si tratta di distorsioni di una società malata che crea mostri ed è spesso incapace di proteggere i deboli. Si tratta quindi di una serie di graphic novel che estremizzano ed evolvono le tematiche di certi aspetti caratteristici del crime della letteratura pulp. I successi riportati dall'autore lo portano ad essere richiesto (nel 2021) dalla piattaforma streaming ad abbonamento per la pubblicazione di fumetti digitali, contenuti speciali, e newsletter quale la Substack, ma nonostante l'allentante proposta di contratto, Ed declina l'offerta già accettata da altri grandi autori. L'autore afferma di essere troppo impegnato già per quanto riguarda il lavoro di fumettista e gli sviluppi degli adattamenti in serie tv o film delle sue opere, oltre al fatto di non aver mai guadagnato così nel corso della sua carriera, inoltre curare i contenuti aggiuntivi e originali per gli utenti eventuali su Substack richiederebbero un impegno e attenzione a cui in quel momento non potrebbe dedicarsi con il dovuto impegno. In ogni caso la sua scelta si rivela comunque vincente e grazie alla riedizione di Criminal da parte di Image e i successivi graphic novel originali come quelli realizzati tra 2021 e il 2023 (sotto l'appellativo A Reckless Book) portano a Baker un plauso sia della critica specializzata sia del mondo dello showbusiness in generale. La fama a livello multimediale è più volte ribadite da riviste quali Publisher Weekly, che elogia particolarmente l'opera Fatale (al pari del USAToday), impressionata dalla capacità di Ed di gestire una tematica alquanto delicata come l'immortalità all'interno di una storia dalle tinte crime e noir. La serie Criminal viene elogiata anche dall'iconico Plaboy Magazine il quale sottolinea l'abilità dell'autore di prendere ispirazione dai grandi registi del cinema per rimodellarne atmosfere e tematica attraverso una lente personale e sempre a fuoco sul soggetto. Come principali fonti di Baker individua i film di John Woo, Stanley Kubrick e Martin Scorsese. La prestigiosa rivista statunitense Library Journal, rivista storica fondata nel 1876 per dare un supporto di critica e puntalizzazione dei contentuti per la letteratura disponibile nelle biblioteche, arrivare ad elogiare le opere di Baker e Phillips ponendole sullo stesso piano delle (presunte) più nobili e accademiche controparti letterarie. Sottolinea come in fumetti quali la serie Criminal si abbia una profonda analisi dell'animo umano dominato da contraddizioni in termini etici, un desiderio di redenzione che si dirada al suadente sole di una società legata al materialismo (decadentista), opportunismo e devota unicamente al profitto. In questo contesto arrivare a definire le opere del Baker/Phillips :«...complessi drammi psicologici ed emotivi che ammantano le vite di uomini e donne ormai disperati in quanto osano lottare per vite migliori in un mondo violento dove speranza e amore sono (considerate) debolezze». Non solo i fumetti di Baker gli donano un valore da grande scrittore e letterato, ma lo portano ad avere l'amicizia e i contatti di personaggi famosi che provengono da diversi campi dell'intrattenimento, show business, dello sport passando da una leggenda del basket quale Kareem Abdul-Jabbar al noto e poliedrico (comico, cantante, attore, doppiatore e scrittore di fumetti) Patton Oswalt. Il desiderio di sperimentare nuovi formati e generi lo porta alla realizzazione di un fumetto Young Adult, ovvero con un target tra 13 e i 18 anni (ma adatto ad un lettore anche più adulto) dal titolo Fridaye che viene distribuito dal 2020 come digital comic sulla piattaforma Panelsyndacate. La miniserie racconta una storia a cui Ed sta pensando da ormai 25 anni, ma non aveva ritenuto possibile realizzarla, preoccupato di dare ai lettori opere che seppur differenti in genere e formato sono sostanzialmente dirette ad un lettore adulto. Lo stimolo a lavorare sul progetto arriva dal disegnatore Marcos Martin, che lo trova un soggetto ideale dove i due possono finalmente collaborare. Brubaker ricorda come le sue prime appassionanti letture (lo stimolo iniziale a diventare uno scrittore) le aveva fatte dopo gli 11 anni o quando, anche da adulto si sentiva depresso, trova casualmente in biblioteca la saga narrata nei romanzi per bambini Great Britain di John Dennis Fitzgerald. A questi ne seguono altri simili, come la serie di romanzi per adolescenti Encyclopedia Brown di Sobol (con protagonista il giovane detective Leroy Brown), i libri di Roal Dhal e molti altri simili, tutti indirizzati ad un lettore adolescente, ma caratterizzati da detective story con la presenza (di frequente) di elementi soprannaturali. Questo bagaglio letterarrio viene poi portato nelle sue celebri e pluripremiate opere a fumetti anche se indirizzate ad un lettore più maturo e ispirate ai romanzi gialli di Jim Thompson e Raymond Chandler. Rimane in un lui però il desiderio di realizzare una detective story di genere Young Adult manifestatasi in Friday.

## Opere a fumetti originali
Qui sono elencate le produzioni e creazioni fumettistiche non legate a franchise già esistenti o commissionate dalle Major (quali Marvel e DC), ma sono state create o co-create da Ed Brubaker:

### Dark Horse Comics
- Dark Horse Comics Presents (Vol.1) n.50, albo antologico di cui Ed Brubaker realizza i testi per una short-story di 4 pagine, con i disegni di Mike Christian e Jeff Ranjo, serie regolare (terminata), aprile 1991.
- Dark Horse Presents (Vol.1) nn.65-67, viene narrato un arco narrativo Accedental Death in 3 parti composta da 10 pagine ciascuna, Ed Brubaker (testi) - Eric Shanower (disegni), serie regolare antologica (conclusa), agosto-novembre 1992.
- Dark Horse Presents (Vol.1) nn.96-98 (Vol.1), arco narrativo in 3 parti, titolo Here and Now, Ed Brubaker (testi) e Stefano Gaudiano (disegni), serie regolare (conclusa), aprile-giugno 1995.
- Dark Horse Presents (Vol.1) n.100, short-story di 8 pagine dal titolo Bird Dog, Ed Brubaker (testi) e Pat McEown (disegni), serie regolare antologica (conclusa), agosto 1995.

### Alternative Comics
- Detour, Ed Brubaker (testi, disegni, colori, copertina), grahic novel, ottobre 1997.

### Vertigo/DC Comics
- Scene of the Crime, pubblicata serialmente su Vertigo: winter's edge n.2 (prologo), Scene of the Crime nn.1-4, Ed Brubaker (testi) - Michael Lark e Sean Phillips (disegni), (1999-2001). Disponabile la raccolta in unico volume pubblicata dopo il 2015 da Image Comics.
- Deadenders nn.1-9, Ed Brubaker (testi) e Warren Pleece (matite), Richard Chase (chine), serie regolare (conclusa), gennaio-settembre 2000.

### Wildstorm Productions/DC Comics
- Point Blanck nn.1-5, Ed Brubaker (testi) - Colin Wilson (disegni), limited-seies (conclusa), ottobre 2002 - febbraio 2003, serie raccolta in volume con il titolo Sleeper: season one per l'imprint DC Black Label.
- Sleeper nn.1-12, Ed Brubaker (testi) e Sean Phillips (disegni), serie regolare (conclusa), marzo 2003 - marzo 2004. Raccolta in volume con il titolo Sleeper: season one per l'etichetta DC Black Label.
- Sleeper: Season Two nn.1-4, Ed Brubaker (testi) e Sean Phillips (disegni), sequel di Sleeper, limited-series di 4 albi, agosto-novembre 2004.

### Icon Comics/Marvel
- Criminal (vol.1) nn. 1-10, Ed Brubaker (testi) e Sean Phillips (disegni), serie regolare (conclusa), ottobre 2006 - ottobre 2007.
- Criminal (Vol.2) nn.1-7, Ed Brubaker (testi) e Sean Phillips (disegni), serie regolare (conclusa), febbraio 2008 - novembre 2008.
- Incognito nn.1-6, Ed Brubaker (testi) e Sean Phillips (disegni), limited-series di albi, dicembre 2008 - agosto 2009.
- Criminal: The Sinners (Part I) n.1, Ed Brubaker (testi) e Sean Phillips (disegni), albo unico, settembre 2009.
- Criminal: The Sinners (Part II) nn.1-4, Ed Brubaker (testi) e Sean Phillips (disegni), limited-series (conclusa), sequel di Criminal: The Sinners (Part I) novembre 2009 - marzo 2010.
- Incognito: Bad Influences nn.1-5, Ed Brubaker (testi) e Sean Phillips (disegni), limited-series di 5 albi, sequel di Incognito, ottobre 2010 - aprile 2011.
- Criminal: The Last Innocent nn.1-4, Ed Brubaker (testi) e Sean Phillips (disegni), limited-series (conclusa), giugno-settembre 2011.

### Image Comics
- Fatale nn.1-24, Ed Brubaker (testi) e Sean Phillips (disegni) serie regolare (conclusa), gennaio 2012 - luglio 2014.
- Velvet nn.1-15, Ed Brubaker (testi) e Steve Epting (disegni), serie regolare (conclusa), ottobre 2013 - luglio 2016.
- The Fade Out nn.1-14, Ed Brubaker (testi) e Daustin Nguyen (disegni), serie regolare (conclusa), agosto 2014 - gennaio 2016.
- Criminal: The Special Edition n.1, Ed Brubaker (testi) e Sean Phillips (disegni), albo unico, febbraio 2015.
- Criminal: Tenth Anniversary Special Edition n.1, Ed Brubaker (testi) e Sean Phillips (disegni), albo unico celebrativo, aprile 2016.
- Kill or be Killed nn.1-20, Ed Brubaker (testi) e Sean Phillips (disegni), serie regolare (conclusa), agosto 2016 - giugno 2018.
- My Heroes are Always Junkies, Ed Brubaker (testi) e Sean Phillips (disegni), graphic novel, spin-off di Criminal, ottobre 2018.
- Criminal Vol.3) nn.1-12, Ed Brubaker (testi) e Sean Phillips (disegni), serie regolare (conclusa), gennaio 2019 - settembre 2021.
- Bad Weekend, Ed Brubaker (testi) e Sean Phillips (disegni), graphic novel, spin-off di Criminal, luglio 2019.
- collana A Reckless Book, serie di graphic novel con protagonista Ethan Reckless, 5 in distribuzione: Reckless, Friend of the Devil, Destroy All Monsters, The Ghost in You (spin-off con Anna Keller protagonista), Follow me Down, dicembre 2020 - ottobre 2023.
- Night Fever, Ed Brubaker (testi) e Sean Phillips (disegni), graphic novel, 14 giugno 2023.

### Panelsyndacate
- Friday nn.1-6, Ed Brubaker (testi) e Marcos Martin (disegni), limited-series (conclusa), distribuita come digital comic, aprile 2020 - ottobre 2022. Raccolta in 2 volumi cartacei dalla Image tra il 2021 e il 2022.

## Altri media

### Cinema e televisione
Brubaker si è cominciato a muovere nel campo delle serie televisive come Supervising Producer nella serie Westworld distribuita dal canale e piattaforma a pagamento HBO. Inoltre è il co-creatore e lo scrittore della serie Too old to die young diretta da Nicolas Winding Refn. Si tratta della prima serie tv trasmessa in streaming ad aver debuttato al Festival Di Cannes. Disponibile sulla piattaforma a pagamento streaming Prime Video. Nel 2021 viene confermato come Head Writer (o "capo scrittore") per la serie animata Batman: Cape Cruseder prodotta da Timm e J.J. Abrahams e ampiamente pubblicizzata dalla Warner Media. L'opera non ha più collegamenti narrativi o tematici con la storica serie Batman: The Animated Series del 1992, un landmark fondamentale (a suo tempo) per un nuovo approccio alla animazione televisiva in campo supereroistico, capace di creare spin-off, sequel, e film d'animazione che hanno creato un nuovo universo narrativo DC a livello televisivo con trasposizioni fumettistiche. La nuova serie prodotta da Timm e Abrahams vuole ulteriormente marcare il tono dark e noir del personaggio andando a cogliere gli aspetti più crime e crudi del Cavaliere Incappucciato. Lo scrittore più idoneo a dirigere il progetto in fase creativa e di scrittura viene individuato in Ed Brubaker, che dopo aver steso lo script di gran parte degli episodi della prima stagione, a partire dal 2022 chiama al suo fianco come collaboratore lo scrittore Greg Rucka. I due scrittore hanno già collaborato alla realizzazione della serie a fumetti Gotham Central, ritenuto l'opera più riuscita e innovativa realizzata da Baker durante i suoi trascorsi come scrittore di varie serie della Batman Family. Come voluto dalla produzione la serie sembra ambientata nella Golden Age del personaggio, ma sviluppata attraverso la narrazione delle opere più moderne e arriva a dare a Batman nuove prospettive e possibilità sulla sua mitologia.
L'autore ha confermato che è in contatto con vari studios da cui ha avuto offerte per una serie televisiva su Velvet, e Kill or Be Killed è stato opzionato per un adattamento cinematografico.
L'aspetto più concreto e tangibile è però l'opportunità per Ed Brubaker di firmare un contratto con i Legendary Television Studios propensi ad adattare rapidamente le sue opere. Infatti a gennaio 2023 viene annunciato l'adattamento in un lungometraggio cinematografico della graphic novel Pulp (del duo Baker/Phillips) la quale vede alla regia Tom McCarthy.

### Opere originali compiute
- Angel of Death (White Rock Lake Productons, 2009): il 7 luglio 2009 sulla piattaforma streaming Crackle debutta il mediometraggio Angel of Death (durata:77 minuti) scritto e creato da Ed Brubaker, con la regia di Paul Etheredge[14]. Girato a basso budget trova le sue location nella zona di Los Angeles e vede come protagonista l'attrice neozelandese Zoe Bell[14]. Si tratta di un Revenge movie che viene classificato con la lettera R quindi indirizzato ad un pubblico adulto[14]. Zoe Bell, oltre ad essere attrice, è una stuntman che ha quindi potuto realizzare anche le scene che richiedevano questa esperienza e abilità, permettendo alla produzione di ridurre ulteriormente i costi[14]. La trama vede la protagonista che come professione è una sicaria a pagamento finché non subisce una ferita non mortale alla testa ma che le cancella parzialmente la memoria[14]. Ora viene tormentata dalle visioni del suo passato da assassina, una realtà che si rifiuta di riprendere. Per salvaguardare la sua stessa vita e fare ammenda decide di dare la caccia a coloro che l'avevano assunta come killer a pagamento ed eliminarli[14]. L'opera viene accolta tiepidamente dal pubblico e dalle scarse recensioni reperibili dai critici professionisti vi sono pareri tendenzialmente negativi ma, oltre a che boccia completamente il mediometraggio vi è chi lo salva parzialmente elogiando il lavoro di Zoe Bell e paragonandolo ad un tentativo (parzialmente fallito) di riproporre un grindhouse movie.

## Vita privata
Attualmente vive con sua moglie e il suo cane in California, dove continua a lavorare nel campo dei fumetti, serie televisive e film.